# Средњи Атлантик (САД)
Средњи Атлантик (енгл. Mid-Atlantic States) је регион у САД. Налази се у североисточном делу земље.
Састоји се од следећих држава:
- Делавер, држава
- Мериленд, држава
- Њу Џерзи, држава
- Њујорк, држава
- Пенсилванија, држава
- Дистрикт Колумбија